# Westafrikanische Biene
Die Westafrikanische Biene (Apis mellifera adansonii) ist eine Unterart der Westlichen Honigbiene Apis mellifera. Ihr Verbreitungsgebiet ist das tropische Westafrika und Zentralafrika. Apis mellifera adansonii wurde bereits 1804 durch Pierre André Latreille beschrieben.

## Taxonomie
Die Westliche Honigbiene gliedert sich in vier Rassenkreise, die morphologisch und genetisch (anhand der mitochondrialen DNA-Sequenzen) unterscheidbar sind und jeweils ein voneinander getrenntes Verbreitungsgebiet aufweisen: Die westeuropäischen, osteuropäischen und afrikanischen Bienen und die Bienen des Nahen Ostens. Die Bienen des tropischen Afrika wurden durch Latreille 1806 der weitgefassten Rasse Apis mellifera adansonii zugeordnet. Diese unterscheidet sich von den nördlichen Rassen durch geringere Körpergröße, stärker gelborange getönte Färbung und eine Reihe von Verhaltensmerkmalen. Spätere Analysen zeigten jedoch, dass die Bienen des tropischen Afrika untereinander stärkere Unterschiede aufweisen, die als Rassen oder Unterarten gegeneinander differenziert werden können. Die Zuordnung zu diesen Unterarten ist allerdings komplex, zahlreiche Merkmale müssen dabei morphometrisch miteinander verrechnet werden.
Als Ergebnis werden heute neben der Unterart Apis mellifera adansonii, die im tropischen West- und Zentralafrika beheimatet ist, folgende weiteren Rassen bzw. Unterarten des tropischen Afrika anerkannt:
- die Ostafrikanische Hochlandbiene (Apis mellifera scutellata Lepeletier, 1836)
- die Ostafrikanische Bergbiene (Apis mellifera monticola Smith, 1849)[3]
- die Ostafrikanische Küstenbiene (Apis mellifera litorea Smith, 1961)

## Ökologie und Verhalten
Die Westafrikanische Biene ist eine kleine, gedrungene Rasse mit gelbem Abdomen. Verglichen mit europäischen Bienenrassen ist sie aggressiver gegenüber Annäherungen an das Nest, die sie als Bedrohung wahrnimmt. Allerdings ist es die Ostafrikanische Hochlandbiene, die als Afrikanisierte Honigbiene in Südamerika den Ruf einer Killerbiene gekommen ist. Generell sind afrikanische Honigbienen mobiler als europäische Bienenrassen. Zusätzlich zum Schwärmen bei der Produktion der Jungköniginnen verlagern sie auch zu anderen Zeiten häufig den Neststandort. Solche Migrationsschwärme treten z. B. auf bei Nahrungsmangel, ungünstigen mikroklimatischen Bedingungen am Niststandort und Störungen durch Prädatoren auf.